# RapidEye

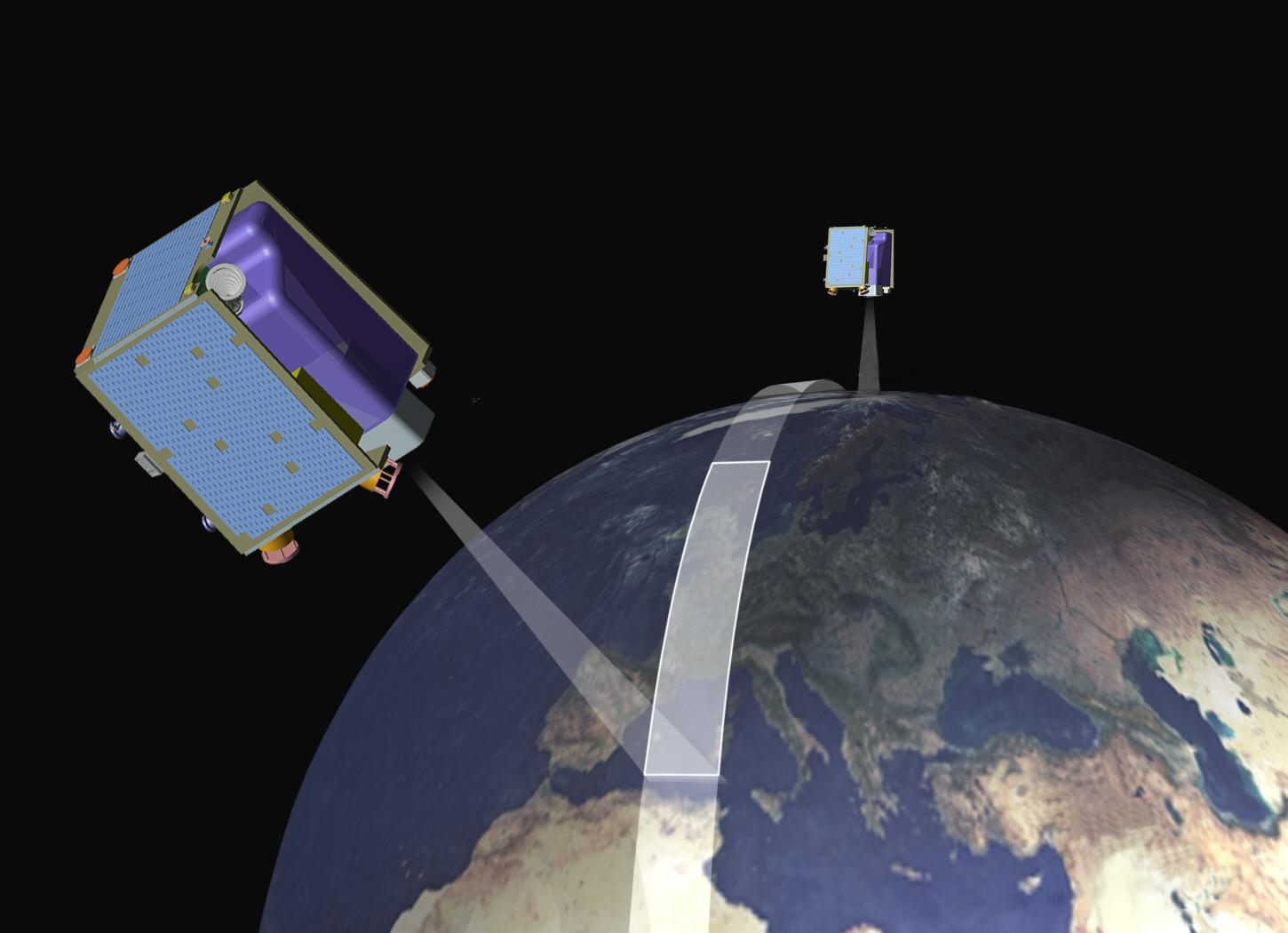
Twee van de vijf satellieten

RapidEye is een commercieel satellietprogramma, dat gericht is op het verkrijgen van beeldmateriaal van de aarde. Het werd ontwikkeld door het Duitse bedrijf RapidEye AG en kostte ongeveer 150 miljoen euro.

## Beschrijving
RapidEye bestaat uit vijf satellieten van elk circa 156 kg, die op ongeveer gelijke afstanden van elkaar op circa 630 km hoogte in een baan om de aarde draaien. De kunstmanen werden op 29 augustus 2008 met behulp van een Russische Dnjepr-draagraket vanaf de basis Bajkonoer gelanceerd.
De sensoren van de satellieten leveren beelden in vijf spectrale banden:
- 440-510 nm (blauw)
- 520-590 nm (groen)
- 630-685 nm (rood)
- 690-730 nm (red edge)
- 760-850 nm (NIR)

De satellieten kunnen loodrecht op de vliegrichting worden gedraaid, hetgeen opnames onder verschillende hoeken mogelijk maakt. Hierdoor kunnen stereoscopische afbeeldingen worden vervaardigd. Op iedere plaats op aarde komt elke satelliet ten minste eens per 5,5 dagen over. In combinatie met de mogelijkheid de satellieten te draaien is het daardoor mogelijk om van elk punt op aarde iedere dag beelden op te nemen, mits er geen bewolking is. De satellieten kunnen details van vijf meter waarnemen. De beelden kunnen bijvoorbeeld worden gebruikt in de land- en bosbouw, milieubeheer en de cartografie.